# Chasmopodium
Chasmopodium är ett släkte av gräs. Chasmopodium ingår i familjen gräs.
Kladogram enligt Catalogue of Life:
| Chasmopodium | \| \| Chasmopodium afzelii \| \| \| \| \| \| Chasmopodium caudatum \| \| \| \| |
|              | \| \| Chasmopodium afzelii \| \| \| \| \| \| Chasmopodium caudatum \| \| \| \| |
|              | Chasmopodium afzelii                                                           |
|              |                                                                                |
|              | Chasmopodium caudatum                                                          |
|              |                                                                                |